# Roman Sochacki
Roman Sochacki (ur. 17 grudnia 1928 w Krakowie, zm. 26 października 2010) – szopkarz krakowski, z zawodu elektromechanik. W konkursie szopek krakowskich uczestniczył nieprzerwanie od 1975 roku. Laureat pierwszej nagrody w latach: 1980, 1981, 1985, 1993, 1995, 1996, 1998, 2000, 2001, 2003, 2004, 2005. Jego dzieła znajdują się w kolekcji Muzeum Historycznego Miasta Krakowa i były prezentowane na wielu wystawach w kraju i za granicą.
Pochowany na Cmentarzu Podgórskim w Krakowie.